# Ed Ricketts
Edward Flandes Robb Ricketts (14 de mayo de 1897 – 11 de mayo de 1948), comúnmente conocido como Ed Ricketts, fue un biólogo marino, ecólogo, y filósofo estadounidense. Es conocido por Entre mareas del Pacífico (1939), una obra pionera en el estudio de la ecología intermareal, y por su influencia sobre el escritor John Steinbeck, lo que resultó en su colaboración en El Mar de Cortés, más tarde reeditado como El Periplo por el Mar de Cortés (1951).

## Vida
Ricketts nació en Chicago, Illinois, de Abbott Ricketts y Alice Beverly Flandes Ricketts. Tenía una hermana menor, Frances, y un hermano menor, Thayer. Su hermana Frances dijo de él que tenía una mente como un diccionario y se metía a menudo en problemas por la corrección a los maestros y otros adultos. Ricketts pasó la mayor parte de su infancia en Chicago, a excepción de un año en Dakota del Sur, cuando tenía diez años de edad.
Después de un año de universidad, Ricketts viajó a Texas y Nuevo México. En 1917 fue reclutado en el Cuerpo Médico del Ejército. Odiaba a la burocracia militar pero, según John Steinbeck, "era un soldado magnífico".
Después del alta del ejército, Ricketts estudió zoología en la Universidad de Chicago. Fue influenciado por su profesor, W. C. Allee, pero se retiró sin tomar un título. Luego pasó varios meses caminando por el sur de Estados Unidos, desde Indiana hasta Florida. Utilizó material de este viaje para publicar un artículo en la revista Travel titulado "Vagabonding". Regresó a Chicago y estudió un poco más en la universidad.
En 1922, Ricketts conoció y se casó con Anna Barbara Maker, a quien llamó "Nan". Un año después tuvieron un hijo, Edward F. Ricketts, Jr., y se mudaron a California para establecer Pacific Biological Laboratories con Albert E. Galigher: Galigher era un amigo de la universidad de Ricketts con quien había dirigido un negocio similar en una escala más pequeña. En 1924 Ricketts se convirtió en el único propietario del laboratorio, y pronto nacieron dos hijas: Nancy Jane el 28 de noviembre de 1924 y Cornelia el 6 de abril de 1928.

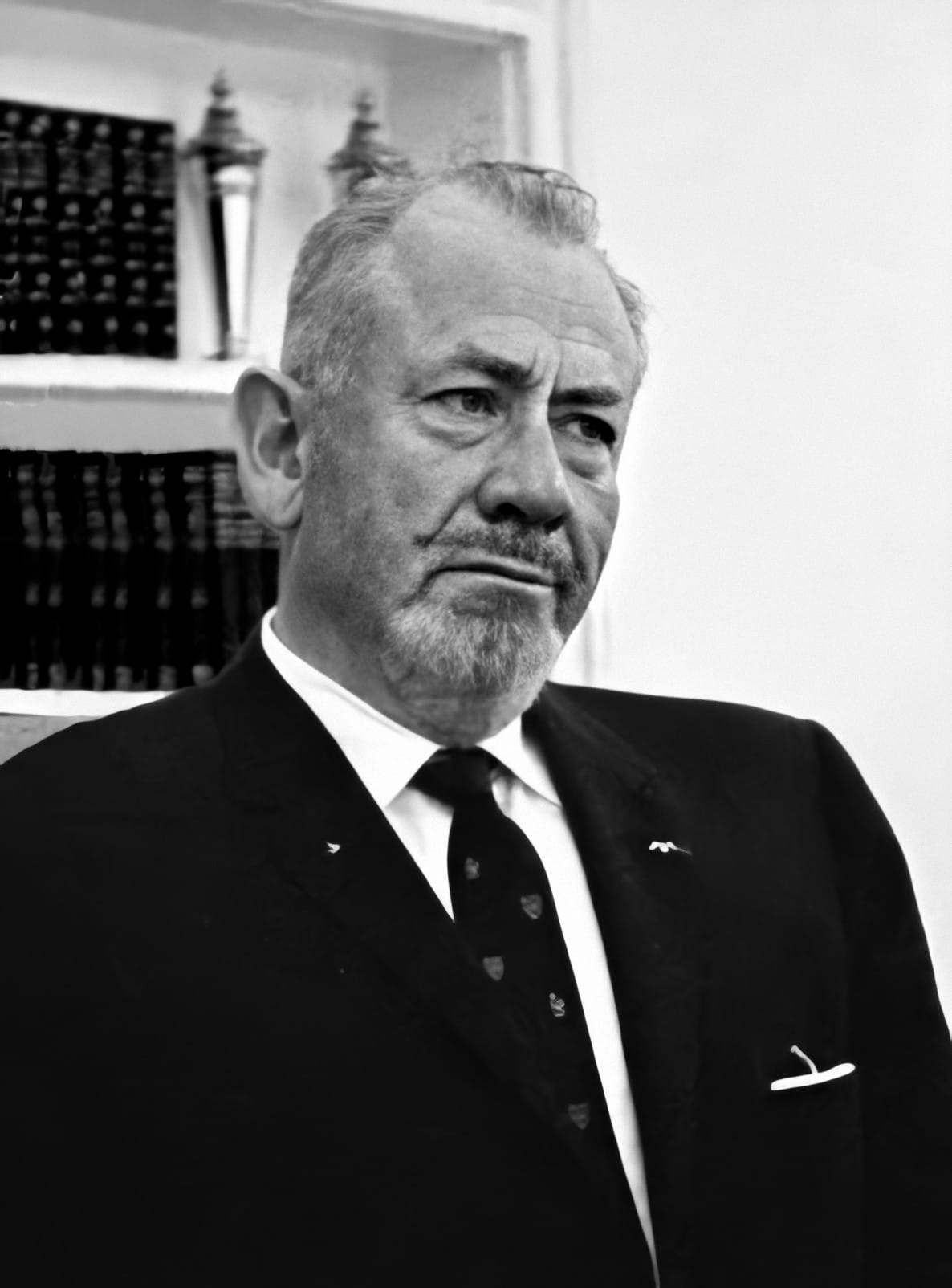
Steinbeck, en sus últimos años.

Entre 1925 y 1927, la hermana de Ricketts, Frances, y sus dos padres se mudaron a California; Frances y su padre Abbott trabajaron con Ricketts en el laboratorio. A fines de 1930 Ricketts conoció al aspirante a escritor John Steinbeck y su esposa Carol, que se habían mudado a Pacific Grove a principios de año. Durante más de un año Carol trabajó medio tiempo para Ricketts en el laboratorio, hasta 1932 cuando la esposa de Ricketts, Nan, se fue, llevándose a sus dos hijas, y Ricketts ya no tenía dinero suficiente para pagar el salario de Carol. El propio Steinbeck también pasó un tiempo en el laboratorio, aprendiendo biología marina, ayudando a Ricketts a conservar especímenes y hablando de filosofía. Steinbeck vivió muy cerca del laboratorio. Lo que los mantuvo juntos fue el descubrimiento de que cada uno tenía una curiosidad casi ilimitada sobre casi todo, y que su personalidad se entrelazaba tan bien. John tuvo una necesidad de dar, y Ed una necesidad de recibir. Ed hizo de escuchar un arte. En ese momento de su vida de John, sufrió un "trastorno emocional abrumador", y fue al laboratorio para quedarse con Ed. Ed tocó música para John hasta que pudo soportar volver a sí mismo.
La separación de Nan de Ricketts en 1932 fue la primera de muchas separaciones. En 1936 Ricketts y Nan se separaron para siempre, y él se estableció en su laboratorio. El 25 de noviembre de 1936, un incendio se extendió desde la fábrica de conservas adyacente, destruyendo el laboratorio. Ricketts perdió casi todo, incluida una cantidad extraordinaria de correspondencia, notas de investigación, manuscritos y su preciada biblioteca, que había contenido desde valiosos recursos científicos hasta su querida colección de poesía. Sin embargo, el manuscrito del libro de texto de Ricketts (con Jack Calvin) Between Pacific Tides ya había sido enviado al editor. John Steinbeck se convertiría en socio silencioso al 50% en el laboratorio, después de financiar sus costos de reconstrucción.

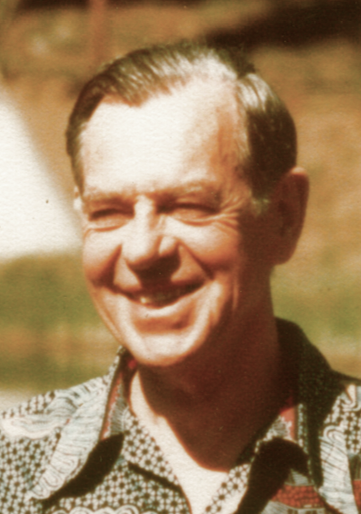
Joseph Campbell trabajó por un tiempo como asistente de Ricketts.

En 1940 Ricketts y Steinbeck viajaron al Mar de Cortés (Golfo de California) en un bote pesquero fletado para recoger invertebrados para el catálogo científico en su libro, El Mar de Cortés. También en 1940, Ricketts comenzó una relación con Eleanor Susan Brownell Anthony "Toni" Solomons Jackson, quien se convirtió en su esposa de hecho. Como secretaria de Steinbeck, Jackson ayudó a editar The Log From the Sea of Cortez. Jackson, que había asistido a la Universidad de California, Los Ángeles, era hija de Katherine Grey Church y Theodore Solomons, un explorador y antiguo miembro del Sierra Club, que había descubierto y definido el John Muir Trail. Jackson y su joven hija Katherine Adele se mudaron con Ricketts y vivieron con él hasta 1947. Además de Steinbeck, su círculo de amigos incluía al novelista y pintor Henry Miller y al mitólogo, escritor y conferenciante Joseph Campbell.
Durante la Segunda Guerra Mundial, Ricketts volvió a servir en el ejército, esta vez como técnico de laboratorio médico; fue reclutado en octubre de 1942, faltando el límite de edad por días. Durante su servicio, siguió recopilando información sobre vida marina y compilando datos. Su hijo fue reclutado en 1943.
En 1945, se publicó la novela Cannery Row de Steinbeck. Ricketts, el modelo de "Doc", se convirtió en una celebridad, y los turistas y periodistas comenzaron a buscarlo. Steinbeck describió a "Doc" (y por lo tanto, Ricketts) como un intelectual multifacético que estaba algo marginado de los círculos intelectuales, un alcohólico amante de los partidos, en estrecho contacto con la clase trabajadora y con las prostitutas y vagabundos de Cannery Row de Monterey. Steinbeck escribió sobre "Doc": "Usa barba y su rostro es mitad Cristo y mitad sátiro y su rostro dice la verdad".
El propio Ricketts leyó Cannery Row con exasperación, según todos los informes, pero terminó diciendo simplemente que no podía ser criticado porque no había sido escrito con malicia. Ricketts también fue retratado como "Doc" en Sweet Thursday, la secuela de Cannery Row; como "El amigo Ed" en Burning Bright; como "Doc Burton" en In Dubious Battle; como Jim Casy en The Grapes of Wrath; y como "Doctor Winter" en The Moon is Down.
En septiembre de 1946, la hija de Ricketts, Nancy Jane, tuvo un hijo, lo que convirtió a Ricketts en abuelo. Ese mismo año, la salud de su hijastra Kay se deterioró debido a un tumor cerebral; murió el año siguiente, el 5 de octubre de 1947. La madre de Kay, Toni dejó a Ricketts poco después.
Unas semanas más tarde, Ricketts conoció a Alice Campbell, una estudiante de música y filosofía con la mitad de su edad. Se "casaron" a principios de 1948, aunque el matrimonio no era válido porque Ricketts nunca se divorció legalmente de Nan.
En marzo de 1948 en Nueva York, Toni Jackson se casó con el Dr. Benjamin Elazari Volcani, un reconocido microbiólogo que conoció mientras trabajaba con el famoso microbiólogo CB van Niel (un estudiante de Albert Kluyver) en la estación marina Hopkins de la Universidad de Stanford en Monterey en 1943.
En 1948, Ricketts y Steinbeck planearon juntos ir a la Columbia Británica y escribir otro libro, The Outer Shores, sobre la vida marina al norte, hacia Alaska. Ricketts ya había realizado la mayor parte de la investigación necesaria en viajes anteriores, y le dio a Steinbeck los manuscritos para estos, como lo había hecho previamente con El Mar de Cortés.
Una semana antes de la expedición planeada, el 8 de mayo de 1948, mientras Ricketts conducía su auto en una travesía de las vías del ferrocarril en Drake Avenue, justo cuesta arriba de Cannery Row, en su camino a cenar después de su jornada laboral, chocó con un Tren Del Monte Express (tren de pasajeros). Vivió durante tres días, consciente al menos parte del tiempo, antes de morir el 11 de mayo.
Un busto de tamaño natural de Ricketts, en el sitio de la travesía ferroviaria, conmemora al biólogo y filósofo que inspiró al novelista John Steinbeck y al mitólogo Joseph Campbell. Los transeúntes a menudo recogen flores cercanas y las colocan en la mano de la estatua.

## Laboratorio

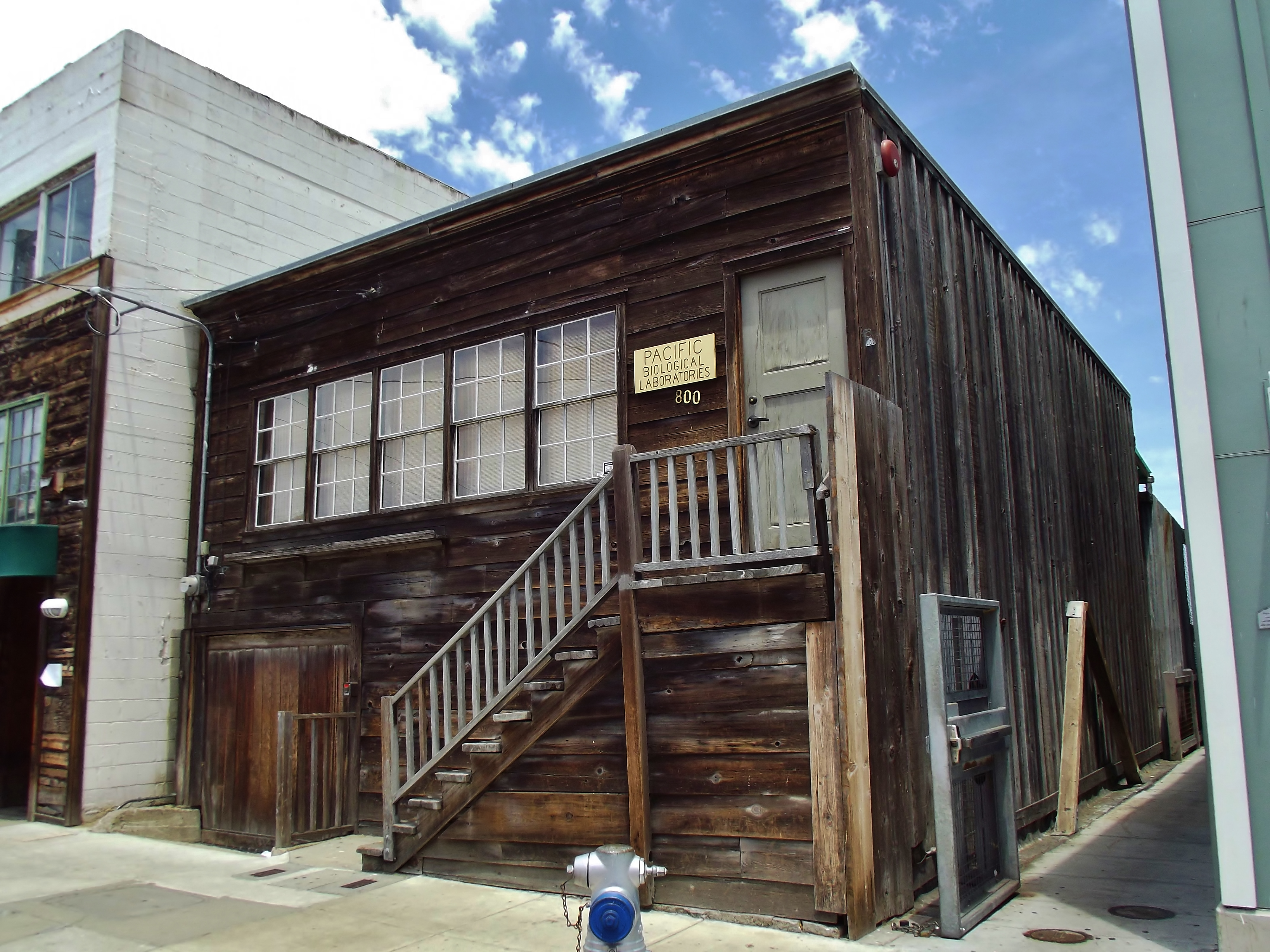
Su laboratorio en el n.º 800 de Cannery Row, Monterey.

En 1923, Ed Ricketts y su socio de negocios Albert Galigher comenzaron Pacific Biological Laboratories (PBL), una casa de suministros de biología marina. El laboratorio estaba ubicado en Pacific Grove, en el 165 Fountain Avenue. Posteriormente, el negocio se trasladó al 740 de Ocean View Avenue, Monterey, California, con Ricketts como único propietario. Hoy, esa ubicación es 800, Cannery Row.
El 25 de noviembre de 1936, se inició un incendio en la conservera Del Mar Cannery, al lado del laboratorio. La mayoría de los contenidos del laboratorio fueron destruidos. El manuscrito de Between Pacific Tides sobrevivió, ya que ya había sido enviado a la Universidad de Stanford para su publicación. Con una inversión de John Steinbeck, quien se convirtió en socio y propietario en un 50% del negocio como resultado, Ricketts reconstruyó el laboratorio utilizando el plano original.
El laboratorio de Ricketts en Cannery Row había atraído a visitantes que iban desde escritores, artistas y músicos hasta prostitutas y vagos. Las reuniones a menudo incluían discusiones sobre filosofía, ciencia y arte, y algunas veces se convertían en parties que continuaban por días. Los participantes en las reuniones habían incluido a Steinbeck, Bruce Ariss, Joseph Campbell (que había trabajado en el laboratorio como asistente de Ricketts), Adelle Davis, Henry Miller, Lincoln Steffens y Francis Whitaker. En medio del tumulto de la actividad comercial y las atracciones turísticas en las que Cannery Row se ha convertido en las últimas décadas, el laboratorio modesto, casi sin notar y sin marcar, se erige como un testigo silencioso de la época pasada, celebrada en la obra de Steinbeck.
El negocio del laboratorio de Ricketts fue llevado a la ficción en el libro de Steinbeck Cannery Row como "Western Biological Laboratories".
Steinbeck se inspiró para escribir The Pearl después de visitar La Paz, Baja California Sur, con Ricketts en su expedición al Mar de Cortés.
Ricketts aparece como un personaje de ficción en la novela de 2016, "Monterey Bay" sobre la fundación del Monterey Bay Aquarium, de Lindsay Hatton (Penguin Press).

## Filosofía
Además de sus escritos sobre la vida marina, Ricketts escribió tres ensayos filosóficos; continuó revisándolos a lo largo de los años, integrando nuevas ideas en respuesta a los comentarios de Campbell, Miller y otros amigos. El primer ensayo expone su idea del "pensamiento no teleológico", una forma de ver las cosas como son, en lugar de buscar explicaciones para ellas. En su segundo ensayo, "La morfología espiritual de la poesía", propuso cuatro clases progresivas de poesía, de ingenua a trascendente, y asignó a famosos poetas de Keats a Whitman a estas categorías. El tercer ensayo, "La filosofía de 'Breaking Through'", explora la trascendencia a través de las artes y describe sus propios momentos de 'apertura', como la primera vez que escuchó a Madame Butterfly.
Según sus cartas, las conversaciones con el compositor John Cage ayudaron a Ricketts a aclarar algunos de sus pensamientos sobre la poesía y le dieron una nueva perspectiva sobre el énfasis en la forma sobre el contenido adoptado por muchos artistas modernos.
Aunque Steinbeck presentó los ensayos a varios editores en nombre de Ricketts, solo se publicó uno en su vida: el primer ensayo aparece (sin atribución) en un capítulo titulado "Pensamiento no teleológico" en El periplo del mar de Cortés. Todos sus ensayos principales, junto con otros trabajos más cortos fueron publicados en The Outer Shores, vols. 1 y 2, editado por Joel Hedgpeth, y con comentarios biográficos adicionales también por Hedgpeth. Gran parte de este material aparece en el libro de Katharine Rodger, Breaking Through: Essays, Journals, y Travelogues de Edward F. Ricketts (2006).
En los años 1930 y 1940, Ricketts influyó fuertemente en muchos de los escritos de Steinbeck. El biólogo inspiró una serie de personajes notables en las novelas de Steinbeck, y los temas ecológicos se repiten en ellos. El biógrafo de Ricketts, Eric Enno Tamm, señala que, con la excepción de Al este del Edén (1952), la escritura de Steinbeck declinó después de la muerte de Ricketts en 1948.
Ricketts también influyó en el mitólogo Joseph Campbell. Este fue un período importante en el desarrollo del pensamiento de Campbell sobre el viaje épico de "el héroe con mil caras". Campbell vivió un tiempo al lado de Ricketts, participó en actividades profesionales y sociales en su vecino, y lo acompañó, junto con Xenia y Sasha Kashevaroff, en un viaje de 1932 a Juneau, Alaska, en el Grampus. Como Steinbeck, Campbell comenzó una novela con Ricketts como héroe, pero a diferencia de Steinbeck, no completó el libro. Bruce Robison escribe que "Campbell se referiría a aquellos días como un momento en que todo en su vida estaba tomando forma ... Campbell, el gran cronista del "viaje del héroe" en la mitología, reconoció patrones que eran paralelos a su propio pensamiento en uno de los ensayos filosóficos inéditos de Ricketts. Ecos de Carl Jung, Robinson Jeffers y James Joyce se pueden encontrar en el trabajo de Steinbeck, Ricketts y Campbell ".
Henry Miller escribió sobre Ricketts en su libro The Air-Conditioned Nightmare: [Ed Ricketts es] "un personaje y temperamento muy excepcional, un hombre que irradia paz, alegría y sabiduría" y dijo que Ricketts era (aparte de LC Powell) el única persona a quien Miller, durante su viaje por Estados Unidos, descubrió que estaba "satisfecho con su suerte, ajustado a su entorno, feliz en su trabajo y era un representante de todo lo mejor de la tradición estadounidense".

## Ecología
En los días de Ricketts, la ecología comenzaba su desarrollo. Entonces conceptos comunes como el hábitat, el nicho, la sucesión, las relaciones depredador-presa y las cadenas alimenticias aún no eran ideas maduras. Ricketts fue uno de los pocos biólogos marinos que estudiaron organismos intermareales en un contexto ecológico.
Su primer gran trabajo científico, ahora considerado como un clásico en ecología marina, y en su quinta edición, fue Between Pacific Tides, publicado en 1939, en coautoría con Jack Calvin. Las ediciones tercera y cuarta fueron revisadas por Joel Hedgpeth, un contemporáneo de Ricketts y Steinbeck. Hedgpeth continuó la excelencia taxonómica del libro, al tiempo que mantuvo su enfoque ecológico.
La naturaleza pionera del libro de Ricketts puede ser apreciada en comparación con otro trabajo clásico, ahora en su cuarta edición, que fue publicado dos años más tarde, en 1941: Light's Manual, por S. F. Light, de la Universidad de California, Berkeley. El Manual de Light es técnico, difícil para los legos, pero esencial para los especialistas. Por otro lado, Between Pacific Tides de Ricketts es legible, lleno de observaciones y comentarios secundarios, y de fácil acceso para cualquier persona con un interés genuino en la vida en el mar. No puede servir como un manual completo para los invertebrados marinos, pero aborda los animales comunes y conspicuos en un estilo que invita y educa a los recién llegados y ofrece información sustancial para biólogos experimentados. No está organizado según la clasificación taxonómica, sino por el hábitat. Por lo tanto, los cangrejos no son tratados en el mismo capítulo; los cangrejos de la costa rocosa, en lo alto de la intermareal, se encuentran en una sección separada de los cangrejos de las zonas intermareales inferiores o las playas de arena.
Algunos conceptos que Ricketts utilizó en Between Pacific Tides fueron novedosos e ignorados por algunos en el mundo académico. Ricketts, escribe Bruce Robison del Monterey Bay Aquarium Research Institute, "era" un científico solitario, en gran parte marginado "sin títulos universitarios, y tuvo que luchar ... contra ... los tradicionalistas" para conseguir que el libro fuera publicado por la Universidad de Stanford.
El libro subsecuente de Ricketts, Sea of Cortez, son casi dos libros separados. La primera sección es narrativa, coescrita por Steinbeck y Ricketts (Ricketts mantuvo un diario durante la expedición, Steinbeck editó la sección narrativa del libro). Más tarde, la parte narrativa se publicó solo como The Log From the Sea of Cortez, sin el nombre de Ricketts. El resto del libro, de alrededor de 300 páginas, es un "Catálogo Fitoterapéutico Anotado" de especímenes recolectados. Esta sección fue solo el trabajo de Ricketts. Fue presentado en el arreglo taxonómico tradicional, pero con numerosas notas sobre observaciones ecológicas.
Ricketts realizó estudios de identificación en ecología cuantitativa, analizando la pesquería de sardina de Monterey. En un artículo de 1947 en el Monterey Peninsula Herald, documentó las capturas de sardina, describió la ecología de la sardina y observó que las capturas estaban disminuyendo a medida que aumentaba la intensidad de la pesca. Cuando las sardinas se agotaron y la industria quedó destruida, Ricketts explicó lo que les había pasado a las sardinas: "Están en latas".
La investigación que Ricketts hizo sobre las sardinas fue una aplicación seminal de la ecología para la ciencia de la pesca, pero no fue publicada como un documento académico. Él no es ampliamente reconocido por los científicos pesqueros. El prominente científico pesquero Daniel Pauly comenta: "Probablemente sea por el hecho de que sus trabajos no están ampliamente disponibles ... "
El Instituto de Investigación del Acuario de la Bahía de Monterey despliega un vehículo de control remoto de cuatro kilómetros de profundidad denominado en honor al trabajo de Ricketts, el ROV Doc Ricketts.

## Especies epónimas
Desde 1930, más de 16 especies han sido nombradas de Ricketts:
- Aclesia rickettsi (babosa)
- Catriona rickettsi (babosa)
- Hypsoblenniops rickettsi (blenny)
- Longiprostatum rickettsi (platyhelminthes)
- Mysidium rickettsi (zarigüeya, camarón)
- Siphonides rickettsi (maní, gusano)
- Nefrite rickettsi (poliquetos, gusano)
- Mesochaetopterus rickettsi (Poliquetos gusano)
- Polydoa rickettsi (Poliquetos gusano)
- Panoploea rickettsi (pulgas de arena)
- Pentactinia rickettsi (anémona de mar)
- Palythoa rickettsi (zoantharia)
- Isometridium rickettsi (anémona de mar)
- Pycnogonum rickettsi (araña de mar)
- Asbestopluma rickettsi Lundsten et al., 2014 (esponja)[26]
- Poecillastra rickettsi de Mar (esponja)
- Tellina (Acorylus) rickettsi Coan Y Valentich-Scott, 2010 (almeja)